# Мохаммад Садек Марвази
Мирза Мохаммад Садек Марвази (перс. میرزا محمد صادق مروزی) (дата рождения неизвестна, Мерв — 1835, Тегеран) — персидский писатель, историк, летописец эпохи Каджаров. 

## Биография
Родился в городе Мерв на территории современного Туркменистана, однако, долго там не прожил и переехал в Хорасан. В юности жил в Мешхеде, где обучался арабскому языку и персидской литературе. Во время вторжения туркменов в Хорасан в 1786 году покинул Мешхед и переехал в Кашан. В Кашане женился на девушке из Кума, там же учился словесному искусству у Хаджи Сулейман-хана. В области словесного творчества проявлял большие способности. Со временем Марвази стал известен под псевдонимом «Хома» (перс. هما), что значит «Волшебная птица».
В 1801 г. переехал в Тегеран, где стал работать личным секретарём у Фетх Али-шаха и написал по его приказу историческое сочинение под названием «История Каджаров».
«История Каджаров» — монументальная летопись, описывающая события, случившиеся в Иране в правление шахов из династии Каджаров. Книга была написана по приказу Фетх Али-шаха. В результате долгой работы было создано три тома. Первая книга описывала историю династии Каджаров с 1212 по 1221 года хиджры (с 1798 по 1806 года по григорианскому календарю). Вторая книга описывала историю с 1222 по 1232 года, (с 1807 по 1817 год по григорианскому календарю). Третья книга была посвящена событиям, происходившим с 1233 по 1246 года по лунному календарю (с 1818 по 1831 года по григорианскому календарю).
Качество работы поразило шаха. За первую книгу, названную «Тарих-и джахан ара», Фетх Али-шах даровал ему должность даруга.
После окончания работы над первой книгой «Истории Каджаров» был награждён самим шахом и получил должность на дипломатической службе. Марвази попал в близкое окружение наследного принца Аббаса Мирзы. Шах-заде очень уважал летописца и прислушивался к его советам. Марвази, находясь на дипломатической службе, побывал почти во всех соседних с Персией странах. В 1806 году посетил Ирак, обсуждая с правителями мамелюкского Ирака Али-Пашой и Сулейман пашой вопрос курдских беженцев. Через два года в составе дипломатической миссии посетил Герат, оставив записи по истории Афганистана. В посольстве на территории Российской империи находился с октября 1825 года по апрель 1826 года.
Умер Мохаммед Садек Марвази в 1835 году. Его сын, Мирза Мохаммед Джафар (умер в 1880 году), подобно отцу служил при шахском дворе, и также был известен как писатель и историк.